# National Basketball Association 2004-2005
La stagione della National Basketball Association 2004-2005 fu la 59ª edizione del campionato NBA. La stagione si concluse con la vittoria dei San Antonio Spurs, che sconfissero in finale i Detroit Pistons per 4-3 nelle finali NBA.

## Squadre partecipanti
Le squadre salgono a 30 con l'arrivo dei Charlotte Bobcats, divise in 6 gironi (Division), 3 per ogni Conference rispetto alle 4 Division (2 per Conference) della stagione precedente.
- Atlanta Hawks
- Boston Celtics
- Charlotte Bobcats
- Chicago Bulls
- Cleveland Cavaliers
- Dallas Mavericks
- Denver Nuggets
- Detroit Pistons
- G.S. Warriors
- Houston Rockets
- Indiana Pacers
- L.A. Clippers
- L.A. Lakers
- Memphis Grizzlies
- Miami Heat

- Milwaukee Bucks
- Minnesota T'wolves
- N.J. Nets
- N.O. Hornets
- N.Y. Knicks
- Orlando Magic
- Phoenix Suns
- Philadelphia 76ers
- Portland T. Blazers
- Sacramento Kings
- San Antonio Spurs
- Seattle S.Sonics
- Toronto Raptors
- Utah Jazz
- Wash. Wizards

## Classifica finale

### Eastern Conference
Atlantic Division
|  |    |                        | G  | V  | P  | %    | GB |
|  | -- | ---------------------- | -- | -- | -- | ---- | -- |
|  | 1. | Boston Celtics (3)     | 82 | 45 | 37 | 54,9 | -  |
|  | 2. | Philadelphia 76ers (7) | 82 | 43 | 39 | 52,4 | 2  |
|  | 3. | N.J. Nets (8)          | 82 | 42 | 40 | 51,2 | 3  |
|  | 4. | Toronto Raptors        | 82 | 33 | 49 | 40,2 | 12 |
|  | 5. | N.Y. Knicks            | 82 | 33 | 49 | 40,2 | 12 |

Central Division
|  |    |                     | G  | V  | P  | %    | GB |
|  | -- | ------------------- | -- | -- | -- | ---- | -- |
|  | 1. | Detroit Pistons (2) | 82 | 54 | 28 | 65,9 | -  |
|  | 2. | Chicago Bulls (4)   | 82 | 47 | 35 | 57,3 | 7  |
|  | 3. | Indiana Pacers (6)  | 82 | 44 | 38 | 53,7 | 10 |
|  | 4. | Cleveland Cavaliers | 82 | 42 | 40 | 51,2 | 12 |
|  | 5. | Milwaukee Bucks     | 82 | 30 | 52 | 36,6 | 24 |

Southeast Division
|  |    |                   | G  | V  | P  | %    | GB |
|  | -- | ----------------- | -- | -- | -- | ---- | -- |
|  | 1. | Miami Heat (1)    | 82 | 59 | 23 | 72,0 | -  |
|  | 2. | Wash. Wizards (5) | 82 | 45 | 37 | 54,9 | 14 |
|  | 3. | Orlando Magic     | 82 | 36 | 46 | 43,9 | 23 |
|  | 4. | Charlotte Bobcats | 82 | 18 | 64 | 22,0 | 41 |
|  | 5. | Atlanta Hawks     | 82 | 13 | 69 | 15,9 | 46 |

### Western Conference
Northwest Division
|  |    |                      | G  | V  | P  | %    | GB |
|  | -- | -------------------- | -- | -- | -- | ---- | -- |
|  | 1. | Seattle S.Sonics (3) | 82 | 52 | 30 | 63,4 | -  |
|  | 2. | Denver Nuggets (7)   | 82 | 49 | 33 | 59,8 | 3  |
|  | 3. | Minnesota T'wolves   | 82 | 44 | 38 | 53,7 | 8  |
|  | 4. | Portland T. Blazers  | 82 | 27 | 55 | 32,9 | 25 |
|  | 5. | Utah Jazz            | 82 | 26 | 56 | 31,7 | 26 |

Pacific Division
|  |    |                      | G  | V  | P  | %    | GB |
|  | -- | -------------------- | -- | -- | -- | ---- | -- |
|  | 1. | Phoenix Suns (1)     | 82 | 62 | 20 | 75,6 | -  |
|  | 2. | Sacramento Kings (6) | 82 | 50 | 32 | 61,0 | 12 |
|  | 3. | L.A. Clippers        | 82 | 37 | 45 | 45,1 | 25 |
|  | 4. | L.A. Lakers          | 82 | 34 | 48 | 41,5 | 28 |
|  | 5. | G.S. Warriors        | 82 | 34 | 48 | 41,5 | 28 |

Southwest Division
|  |    |                       | G  | V  | P  | %    | GB |
|  | -- | --------------------- | -- | -- | -- | ---- | -- |
|  | 1. | San Antonio Spurs (2) | 82 | 59 | 23 | 72,0 | -  |
|  | 2. | Dallas Mavericks (4)  | 82 | 58 | 24 | 70,7 | 1  |
|  | 3. | Houston Rockets (5)   | 82 | 51 | 31 | 62,2 | 8  |
|  | 4. | Memphis Grizzlies (8) | 82 | 45 | 37 | 54,9 | 14 |
|  | 5. | N.O. Hornets          | 82 | 18 | 64 | 22,0 | 41 |

## Vincitore
| Campione NBA 2005           |
| --------------------------- |
| San Antonio Spurs 3º titolo |

## Statistiche

### Statistiche individuali
| Categoria        | Giocatore        | Squadra             | Stat |
| ---------------- | ---------------- | ------------------- | ---- |
| Punti            | Allen Iverson    | Philadelphia 76ers  | 30.7 |
| Rimbalzi         | Kevin Garnett    | Minnesota T'wolves  | 13.5 |
| Assist           | Steve Nash       | Phoenix Suns        | 11.5 |
| Palle rubate     | Larry Hughes     | Wash. Wizards       | 2.9  |
| Stoppate         | Andrej Kirilenko | Utah Jazz           | 3.3  |
| Palle perse      | Allen Iverson    | Philadelphia 76ers  | 4.6  |
| Falli            | Jason Collins    | N.J. Nets           | 4.0  |
| Minuti a partita | LeBron James     | Cleveland Cavaliers | 42.4 |
| FG%              | Shaquille O'Neal | Miami Heat          | 60.1 |
| FT%              | Reggie Miller    | Indiana Pacers      | 93.3 |
| 3FG%             | Fred Hoiberg     | Minnesota T'wolves  | 48.3 |
| Efficienza       | Kevin Garnett    | Minnesota T'wolves  | 28.2 |

### Statistiche di squadra
| Categoria             | Squadra                                 | Stat  |
| --------------------- | --------------------------------------- | ----- |
| Punti per gara        | Phoenix Suns                            | 110.4 |
| Rimbalzi per gara     | Phoenix Suns                            | 44.1  |
| Assist per gara       | Sacramento Kings                        | 24.5  |
| Palle rubate per gara | Philadelphia 76ers                      | 9.2   |
| Stoppate per gara     | San Antonio Spurs / Portland T. Blazers | 6.6   |
| Palle perse per gara  | Chicago Bulls                           | 16.7  |
| FG%                   | Miami Heat                              | 48.6  |
| FT%                   | Minnesota T'wolves                      | 79.6  |
| 3FG%                  | Phoenix Suns                            | 39.3  |
| +/-                   | San Antonio Spurs                       | +8.7  |

## Premi NBA
- NBA Most Valuable Player Award: Steve Nash, Phoenix Suns
- NBA Rookie of the Year Award: Emeka Okafor, Charlotte Bobcats
- NBA Defensive Player of the Year Award: Ben Wallace, Detroit Pistons
- NBA Sixth Man of the Year Award: Ben Gordon, Chicago Bulls
- NBA Most Improved Player Award: Bobby Simmons, Los Angeles Clippers
- NBA Coach of the Year Award: Mike D'Antoni, Phoenix Suns
- NBA Executive of the Year Award: Bryan Colangelo, Phoenix Suns
- Sportsmanship Award: Grant Hill, Orlando Magic
- All-NBA First Team:
  - F - Tim Duncan, San Antonio Spurs
  - F - Dirk Nowitzki, Dallas Mavericks
  - C - Shaquille O'Neal, Miami Heat
  - G - Allen Iverson, Philadelphia 76ers
  - G - Steve Nash, Phoenix Suns
- All-NBA Second Team:
  - F - LeBron James, Cleveland Cavaliers
  - F - Kevin Garnett, Minnesota Timberwolves
  - C - Amar'e Stoudemire, Phoenix Suns
  - G - Dwyane Wade, Miami Heat
  - G - Ray Allen, Seattle SuperSonics
- All-NBA Third Team
  - F - Tracy McGrady, Houston Rockets
  - F - Shawn Marion, Phoenix Suns
  - C - Ben Wallace, Detroit Pistons
  - G - Kobe Bryant, Los Angeles Lakers
  - G - Gilbert Arenas, Washington Wizards
- All-Defensive First Team
  - F - Kevin Garnett, Minnesota Timberwolves
  - F - Tim Duncan, San Antonio Spurs
  - C - Ben Wallace, Detroit Pistons
  - G - Bruce Bowen, San Antonio Spurs
  - G - Larry Hughes, Washington Wizards
- All-Defensive Second Team
  - F - Tayshaun Prince, Detroit Pistons
  - F - Andrej Kirilenko, Utah Jazz
  - C - Marcus Camby, Denver Nuggets
  - G - Chauncey Billups, Detroit Pistons
  - G - Jason Kidd, New Jersey Nets (pari)
  - G - Dwyane Wade, Miami Heat (pari)
- All-Rookie First Team
  - Emeka Okafor, Charlotte Bobcats
  - Dwight Howard, Orlando Magic
  - Ben Gordon, Chicago Bulls
  - Andre Iguodala, Philadelphia 76ers
  - Luol Deng, Chicago Bulls
- All-Rookie Second Team
  - Nenad Krstić, New Jersey Nets
  - Josh Smith, Atlanta Hawks
  - Josh Childress, Atlanta Hawks
  - Jameer Nelson, Orlando Magic
  - Al Jefferson, Boston Celtics